# دریا آرهان
دریا آرهان (انگلیسی: Derya Arhan؛ زادهٔ ۲۵ ژانویهٔ ۱۹۹۹) بازیکن فوتبال اهل ترکیه است.
وی همچنین در تیم‌های ملی فوتبال Turkey women's national under-15 football team, Turkey women's national under-17 football team, Turkey women's national under-19 football team، و زنان ترکیه بازی کرده‌است.